# Hojo undō

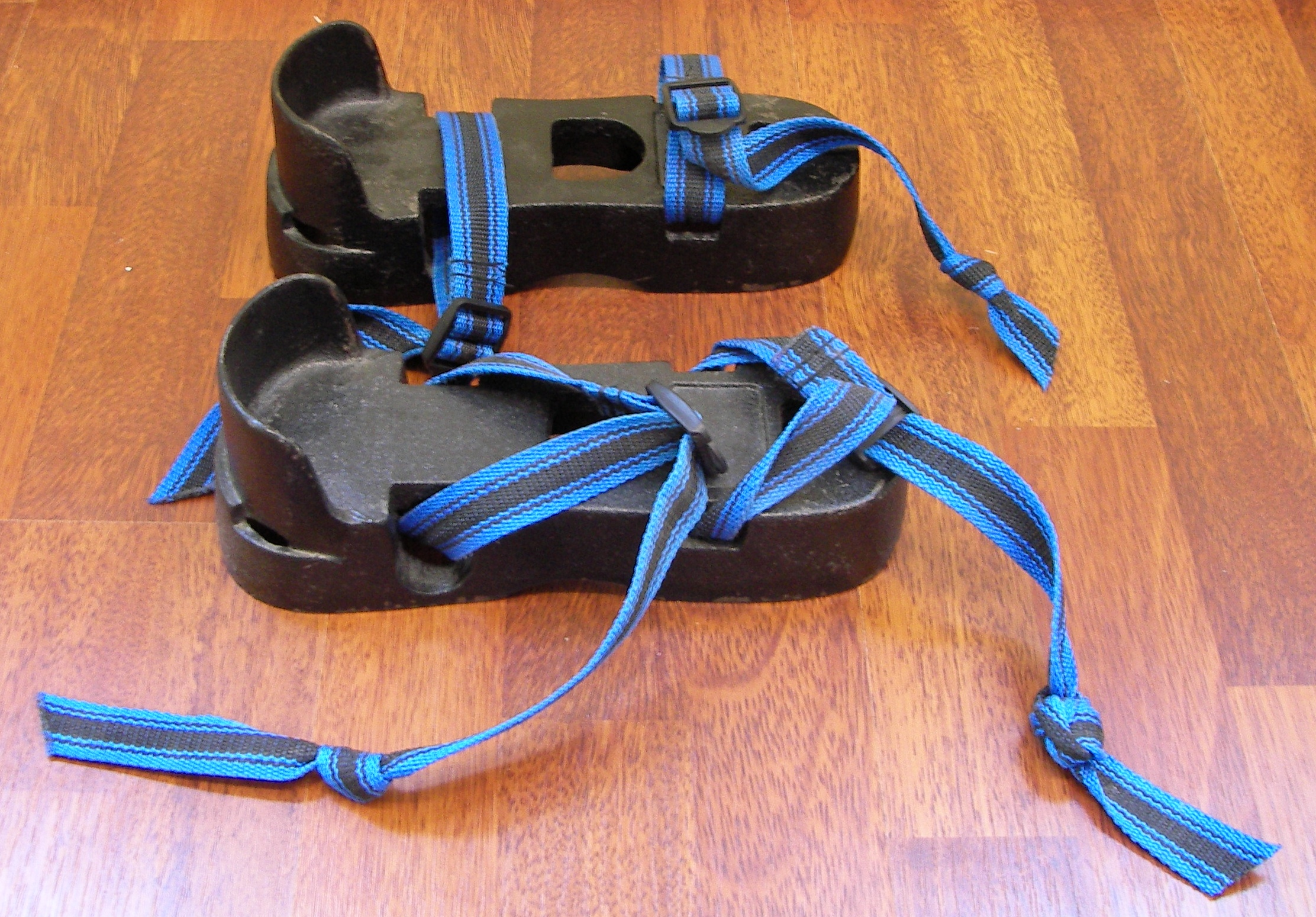
Tetsu geta

Hojo undō (補助運動) è un termine della lingua giapponese che tradotto significa: "esercizi supplementari", riferendosi agli esercizi per il condizionamento usati nelle arti marziali.  L'allenamento Hojo undō fu progettato per addestrare la forza fisica su entrambi i lati del corpo, capacità di resistenza, coordinazione muscolare, velocità e postura.  Questo stile di allenamento utilizza tradizionali attrezzature fatte di legno e pietra.

## Chi shi

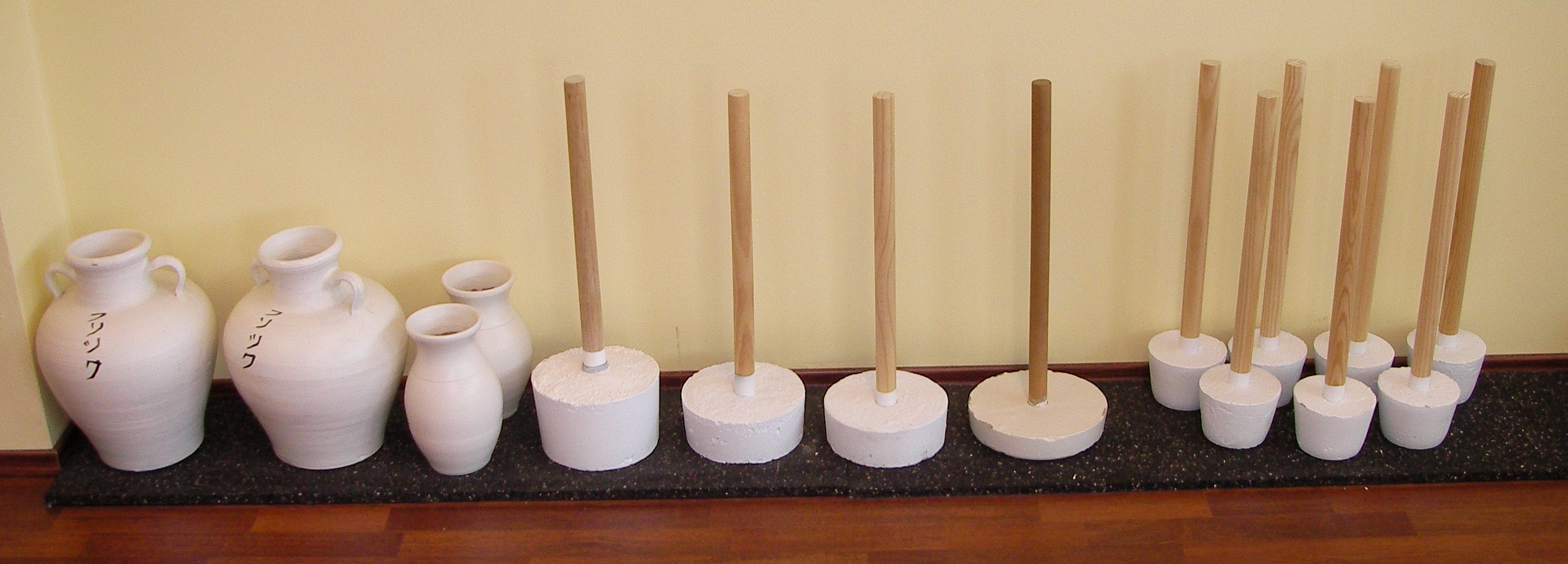
Nigiri game, Chi shi

Chi shi (leve appesantite), sono concretamente dei pesi che si attaccano ad un palo di legno.  Il praticante afferra con forza la fine del palo di legno (contrario al peso) e si muove il polso e le braccia usando le normali tecniche utilizzate nei kata o contro gli avversari.  Questo allenamento utilizzato coi pesi aiuta a fortificare le dita, le mani, le braccia ed il torace.

## Ishi sashi
Ishi sashi: sono dei pesi portatili a forma di lucchetti tradizionalmente fatti di pietra. Il loro utilizzo si diffuse successivamente anche in Asia chiamato "ghira", caratterizzato da materiale metallico, e successivamente negli Stati Uniti e in Europa come kettlebell. Oggi è presente anche per pratiche differenti dagli sport da combattimento, riscontrando benefici anche nel fitness, tale pratica si è sempre più diffusa nei wellness clubs.

## Makiage kigu
Il makiage kigu,(polso che ruota) è un peso che viene appeso ad una corda da un manico di legno. Il praticante colpisce il peso che si appende al centro, e torce il manico per avvolgere la corda intorno al manico.  Il manico viene sollevato e abbassato in tutta la torsione per fortificare i polsi.

## Nigiri game
I "Nigiri game" (vasi per la presa) sono vasi di ceramica pieni di sabbia e di peso variabile. I vasi sono presi all'estremità. Quindi, mentre tiene i vasi, il praticante si muove in diverse direzioni, in modo tale da rafforzare le braccia, le spalle, la schiena, e le gambe.

## Tetsu geta
I "Tetsu geta" (zoccoli di ferro) sono indossati come dei sandali, ma richiedono la presa degli zoccoli con le dita dei piedi. Il professionista esegue dei movimenti e calcia mentre li indossa. Il peso aggiuntivo necessario per spostare il piede rafforza la gamba per calciare.

## Jeri bako
La "Jeri bako" è semplicemente un recipiente contenente della sabbia, e viene utilizzato colpendolo con le proprie dita. Questo esercizio rafforza le dita e le punte, e ci si può tranquillamente allenare con un recipiente contenente del riso.

## Kongoken
Il "Kongoken" è una barra di metallo a forma ovale che può variare di peso ed è usata per condizionare le braccia, le gambe, i polsi e rafforzare il tronco. È stata utilizzata dai lottatori delle Hawaii, e il maestro Miyagi Chojun lo ha introdotto tra gli strumenti dello Undo Hoju.

## Riferimenti
- Burlington Karate & Kobudo Hojo undo, su burlingtonkarateandkobudo.ca. URL consultato il 28 agosto 2009 (archiviato dall'url originale il 3 maggio 2007).
- Okinawa karate supplemental exercises (Hojo undo), su karate.org.yu. URL consultato il 28 agosto 2009 (archiviato dall'url originale il 19 aprile 2007).
- Shorin-ryu karate of Williamsburg hojo undo, su shoryukan.com. URL consultato il 28 agosto 2009 (archiviato dall'url originale il 12 maggio 2007).
- Bushikan Karate Dojo Goju Ryu Hojo Undo, su bushikan.com.